# フランケンウィニー (2012年の映画)
『フランケンウィニー』（Frankenweenie）は、3D・白黒・ストップモーション・アニメによるファンタジー・ホラー映画である。ティム・バートン監督作品であり、自身による1984年の同名短編映画のリメイクである。2012年10月5日に公開された。白黒映画およびストップモーション映画としては史上初めてIMAX 3D上映が行われた。
作品のコンセプトは「愛がなければ怪物、愛があれば英雄が生まれる」

## 物語
不思議な町、ニューオランダ。交通事故で愛犬のスパーキーを失った少年ヴィクターは科学の授業からヒントを得て、彼を蘇らせることを決意する。ツギハギだらけの“フラン犬”として見事スパーキーは蘇るも、無邪気で陽気で能天気な性格から「自分が死んだこと」に気付かないまま勝手に外へ出てしまう。スパーキーの有り得ない姿を目撃したクラスメート達はヴィクターのアイデアを使って次々と動物達を蘇らせていく。
なお、この作品はティム・バートンが子供の頃に過ごした記憶や人々がモデルとなっている。

## 登場キャラクター

### フランケンシュタイン家
ヴィクター・フランケンシュタイン
主人公。両親と愛犬のスパーキーと一緒に暮らす少年。交通事故でスパーキーを亡くして悲しみに暮れるが、科学の授業から得たヒントでスパーキーを甦らせようと決起し、嵐の落雷を利用した実験で見事に成功させた。
スパーキー
もう一人の主人公。ヴィクターの愛犬のブルテリア。無邪気かつ好奇心旺盛な性格。ある日交通事故で亡くなり、ヴィクターが行った実験で甦ったが、自分が一度死んで生き返ったことは知らない。
エドワード・フランケンシュタイン
ヴィクターの父親。旅行会社に務める会社員。ヴィクターにはスパーキー以外の友達も作ってほしいと思っており、科学以外の趣味も見つけてほしいとスポーツを勧めている。
スーザン・フランケンシュタイン
ヴィクターの母親。専業主婦で、お菓子作りが趣味。夫同様、ヴィクターにはスパーキー以外の友達も作ってほしいと願っているが、息子の個性を認めている。

### クラスメイト・教師
エルザ・ヴァン・ヘルシング
ブルゲマイスター町長の姪で、ヴィクターとは家が隣同士の少女。物静かな性格かつ感傷的な雰囲気で、高圧的なおじに逆らえずにいるが、スパーキーを喪ったヴィクターのことを気にかけている。クラスメイトの中でヴィクターと親しい数少ない人物。
フシギちゃん
よく不吉なことを口にする、不思議な雰囲気の少女。飼い猫のおヒゲくんを常に連れており、おヒゲくんの排泄物でクラスメイトに変わったお告げをする。
エドガー・"E"・ゴア
周囲と打ち解けられず、他のクラスメイトからは距離を置かれる少年。科学展でヴィクターのパートナーになろうと接近するが拒否された。ヴィクターの実験で甦ったスパーキーを目撃し、スパーキーのことを秘密にする代わりに金魚の死骸を実験台にスパーキーを甦らせた実験を見せるようヴィクターを脅迫する。実験後はヴィクターにスパーキーや実験のことは誰にも言わないよう念を押されたが、トシアキたちに言いふらしてしまう。
トシアキ
異常に強い競争心の持ち主で、ヴィクターをライバル視する少年。おヒゲくんのお告げで唯一良い結果を出し、野球で完全試合を成し遂げた。
ナソル
破滅的な人生観を抱く、陰気かつ根暗な少年。おヒゲくんのお告げで野球の試合中に頭を強く打ち、意識不明になってしまったことがある。
ボブ
小太りで力持ちの少年。しかし気の小さい性格でマザコン。よくトシアキと一緒にいるが、彼が発案した科学展用の飛行実験で屋根から落ちて左腕を骨折してしまう。おヒゲくんのお告げでマンホールに落ちたことがある。
ジクルスキ先生
ヴィクターが通う小学校に新しくやってきた新任の理科教師。しかし科学展のための実験でボブが骨折した事件で町長や保護者から責任を問われて解雇されてしまうが、去り際にヴィクターから一回目の実験（スパーキー）は成功したのに二回目（金魚）は失敗したのは何故かと問われ、「科学は善でも悪でもない、常に慎重でなければいけない」と諭した。
体育の先生
ヴィクターが通う小学校の体育教師。しかし尊大な態度と刺のある物言いが目立つ性格から、他の生徒たちからは敬遠されている。後に解雇されたジクルスキ先生の代行として理科の先生も兼任することになる。

### その他のキャラクター
ペルセポネ
エルザの愛犬のプードル。スパーキーとは相思相愛な関係。スパーキーの死を心から悲しんでいたが、ヴィクターの実験で甦ったスパーキーと再会して電流を浴びた影響から、頭に雷のようなメッシュが入った。
おヒゲくん / ヴァンパイア・キャット
フシギちゃんが飼っている白猫。彼女からはクラスメイトのイニシャルの形をした排泄物から、おヒゲくんが夢の中でお告げをしていると思われている。しかし、ヴィクターがスパーキーを甦らせるために使った実験に興味を示したフシギちゃんの実験中に自分が見つけた実験台のコウモリの死骸を誤って噛んでしまい、コウモリと融合した凶暴なヴァンパイア・キャットに変貌してしまった。
金魚
元はエドガーがスパーキーを甦らせた実験を見せるようヴィクターを脅した際の実験台としてペットショップで見つけた息絶えた金魚。ヴィクターの実験で甦ると同時に透明化するが、何故か数日も立たないうちに消えてしまった。
ワー・ラット
エドガーの実験で甦ったネズミ。極めて獰猛かつ凶暴で、エドガーや体育の先生に襲いかかるが、スパーキーの電流で元の死骸に戻った。
シェリー
トシアキが飼っていた亀。実験の失敗から甦ると同時に巨大化して町を混乱に陥れ、トシアキにも襲いかかるが、ヴィクターの機転で電流を浴びて元の死骸に戻った。
コロッサス
ナソルが飼っていたハムスター。ナソルの実験で甦るが、シェリーに呆気なく踏み潰された。
ジャイアント・シー・モンキー
ボブの実験で甦ったシーモンキー。半魚人を思わせる姿で極めて凶暴。集団で人々に襲いかかるが、弱点が塩であると突き止めたヴィクターの機転から塩味のポップコーンで全滅した。
ブルゲマイスター町長
ニューオランダの町長で、エルザのおじ。高圧的かつ気難しい性格で、隣人であるヴィクターやスパーキーの行動に目を光らせている。

## キャスト
| 役名                             | 原語版声優                                | 日本語吹替                  |
| -------------------------------- | ----------------------------------------- | --------------------------- |
| スーザン・フランケンシュタイン   | キャサリン・オハラ                        | 湯屋敦子                    |
| フシギちゃん                     | キャサリン・オハラ                        | 宮本侑芽                    |
| 体育の先生                       | キャサリン・オハラ                        | 近藤春菜 （ハリセンボン）   |
| エドワード・フランケンシュタイン | マーティン・ショート                      | 平川大輔                    |
| ブルゲマイスター町長             | マーティン・ショート                      | 赤星昇一郎                  |
| ナソル                           | マーティン・ショート                      | 小倉史也                    |
| ジクルスキ先生                   | マーティン・ランドー                      | 壤晴彦                      |
| ヴィクター・フランケンシュタイン | チャーリー・ターハン                      | 吉永拓斗                    |
| エドガー・"E"・ゴア              | アッティカス・シェイファー                | 関根航                      |
| エルザ・ヴァン・ヘルシング       | ウィノナ・ライダー                        | 南里侑香                    |
| ボブ                             | ロバート・キャプソン                      | 中村一葵                    |
| トシアキ                         | ジェームズ・ヒロユキ・リャオ              | 島﨑光                      |
| ボブの母                         | コンチャータ・フェレル                    | 橘U子                       |
| 消防署長                         | トム・ケニー                              |                             |
| 兵士                             | トム・ケニー                              |                             |
| 町民                             | トム・ケニー                              |                             |
| ドラキュラ伯爵                   | クリストファー・リー （ノンクレジット）   |                             |
| スパーキー                       | フランク・ウェルカー （効果音）           | 原語版流用                  |
| ペルセポネ                       | ディー・ブラッドリー・ベイカー （効果音） | 原語版流用                  |
| おヒゲくん                       | ディー・ブラッドリー・ベイカー （効果音） | 原語版流用                  |
| ワー・ラット                     | ディー・ブラッドリー・ベイカー （効果音） | 原語版流用                  |
| コロッサス                       | ディー・ブラッドリー・ベイカー （効果音） | 原語版流用                  |
| シェリー                         | ディー・ブラッドリー・ベイカー （効果音） | 原語版流用                  |
| ジャイアント・シー・モンキー     | ジェフ・ベネット （効果音）               | 原語版流用                  |
| クラスメイト                     |                                           | 箕輪はるか （ハリセンボン） |
| 店主                             |                                           | 藤原貴弘                    |
| エドガー・"E"・ゴアの父          |                                           | 野川雅史                    |
| ジャックの母                     |                                           | 田中杏沙                    |
| ペットショップの店員             |                                           | 遠藤淳                      |

## 製作

### 企画
ティム・バートンはディズニーデジタル3-Dで『アリス・イン・ワンダーランド』と『フランケンウィニー』のリメイク版を製作する契約を結んだ。『フランケンウィニー』の長編化企画は2005年11月まで遡る。2006年、ジョン・オーガストが脚本書き直しのアプローチをかけられたが、2009年1月まで雇われなかった。オリジナル版と同様、長編版は白黒で撮影された。『ティム・バートンのコープスブライド』のスタッフが多数参加している。バートンはリメイクするにあたり、スパーキーのデザインを『Family Dog』の犬を参考にしている。

### 撮影
撮影は2010年7月にスリー・マイルズ・スタジオで開始された。

### 音楽
ダニー・エルフマンによるサウンドトラック盤がウォルト・ディズニー・レコーズより2012年9月25日に発売された。同日、下記の内容の“インスパイア・アルバム”も同レーベルより発売されている。
| #         | タイトル                                  | 作詞      | 作曲・編曲 | 歌手                                     | 時間 |
| --------- | ----------------------------------------- | --------- | ---------- | ---------------------------------------- | ---- |
| 1.        | 「Strange Love」                          |           |            | カレンO                                  | 3:03 |
| 2.        | 「Electric Heart (Stay Forever)」         |           |            | ネオン・トゥリーズ                       | 4:41 |
| 3.        | 「Polartropic (You Don't Understand Me)」 |           |            | マーク・フォスター                       | 4:22 |
| 4.        | 「Almost There」                          |           |            | パッション・ピット                       | 4:16 |
| 5.        | 「Pet Sematary」                          |           |            | プレイン・ホワイト・ティーズ             | 3:46 |
| 6.        | 「With My Hands」                         |           |            | Kimbra                                   | 3:33 |
| 7.        | 「Everybody's Got a Secret」              |           |            | AWOLNATION                               | 3:43 |
| 8.        | 「Immortal」                              |           |            | Kerli                                    | 4:16 |
| 9.        | 「My Mechanical Friend」                  |           |            | Grace Potter、ザ・フレーミング・リップス | 4:16 |
| 10.       | 「Lost Cause」                            |           |            | イマジン・ドラゴンズ                     | 3:50 |
| 11.       | 「Underground」                           |           |            | GROUPLOVE                                | 3:10 |
| 12.       | 「Building a Monster」                    |           |            | Skylar Grey                              | 4:22 |
| 13.       | 「Witchcraft」                            |           |            | ロバート・スミス                         | 4:11 |
| 14.       | 「Praise Be New Holland」                 |           |            | ウィノナ・ライダー                       | 0:53 |
| 合計時間: | 合計時間:                                 | 合計時間: | 52:22      |                                          |      |

| #  | タイトル          | 作詞 | 作曲・編曲 | 歌手          | 時間 |
| -- | ----------------- | ---- | ---------- | ------------- | ---- |
| 1. | 「Minds on Fire」 |      |            | Finger Eleven | 3:07 |
| 2. | 「Hind Legs」     |      |            | Sleeper Agent | 2:23 |

| #  | タイトル                 | 作詞 | 作曲・編曲 | 歌手                 |
| -- | ------------------------ | ---- | ---------- | -------------------- |
| 1. | 「This Song is a Curse」 |      |            | フランク・アイイアロ |
| 2. | 「Lost in You」          |      |            | The Royal Concept    |

## 公開
当初2011年11月公開予定であったが、ディズニーは2012年3月9日に変更した。2011年11月、『ジョン・カーター』を2012年3月9日公開とし、『フランケンウィニー』は2012年10月5日公開となることが発表された。プレミア上映は2012年9月20日にテキサス州オースティンのファンタスティック・フェストで行われた。
日本では2012年12月15日に公開され、後に2015年6月14日に、ディズニーXDで放送された。なお、日本でのディズニーXDでの放送は、邦題タイトルの表記はあるが、映倫の表記がない。

## 受賞・ノミネート
- 第85回アカデミー賞：長編アニメ映画賞ノミネート
- 第40回アニー賞：作品賞ノミネート
- 第18回クリティクス・チョイス・アワード：アニメ映画賞ノミネート
- 第66回英国アカデミー賞：アニメ映画賞ノミネート
- 第70回ゴールデングローブ賞：アニメ映画賞ノミネート
- 第78回ニューヨーク映画批評家協会賞：最優秀アニメーション賞受賞
- 第38回ロサンゼルス映画批評家協会賞：アニメーション賞受賞